# Shooter (serie televisiva)
Shooter è una serie televisiva statunitense sviluppata da John Hlavin, basata sul romanzo Una pallottola per il presidente di Stephen Hunter e sul film omonimo del 2007. 
La serie ha come protagonista Ryan Phillippe nel ruolo di Bob Lee Swagger, un ex-sergente del "Marine Recon", le forze per operazioni speciali dell'USMC. Bob Lee Swagger, un ex-tiratore scelto che vive in esilio torna in azione dopo aver appreso di un complotto per uccidere il Presidente.
Ha debuttato il 15 novembre 2016 su USA Network, mentre in Italia va in onda dal 16 novembre 2016 sul servizio on demand Netflix.

## Episodi
| Stagione         | Episodi | Prima TV USA | Pubblicazione Italia |
| ---------------- | ------- | ------------ | -------------------- |
| Prima stagione   | 10      | 2016-2017    | 2016-2017            |
| Seconda stagione | 8       | 2017         | 2017                 |
| Terza stagione   | 13      | 2018         | 2018                 |

## Personaggi e interpreti
- Bob Lee Swagger, (stagioni 1-3) interpretato da Ryan Phillippe
- Julie Swagger, (stagioni 1-3) interpretata da Shantel VanSanten
- Nadine Memphis, (stagioni 1-3) interpretata  da Cynthia Addai-Robinson
- Jack Payne, (stagione 1, guest star stagione 3) interpretato da Eddie McClintock
- Isaac Johnson, (stagioni 1-3) interpretato da Omar Epps
- Solotov, (stagioni 2-3) interpretato da Josh Stewart
- Harris Downey, (stagioni 2-3) interpretato  da Jesse Bradford
- Red Bama Sr. (stagione 3), interpretato da Gerald McRaney

## Trama
La serie TV è un reboot dell'omonimo film del 2007 e si ispira anche alla serie di romanzi, scritti da Stephen Hunter, che ha per protagonista Bob Lee Swagger (ispirato ad un marine veterano del Vietnam, Carlos Norman Hathcock). Per la precisione la prima stagione si ispira liberamente al romanzo Point of Impact (pubblicato nel 1993), la seconda stagione al romanzo Time to Hunt (del 1999) ed infine la terza stagione al romanzo Black Light (del 1996). Ovviamente vi sono significative differenze rispetto alla saga letteraria, che vedeva Swagger come un veterano del Vietnam, figlio di un marine veterano della Seconda Guerra Mondiale. 
La serie comincia presentandoci Bob Lee Swagger, sergente in congedo dei marine, soprannominato "l'Inchiodatore / the Nailor" per la sua abilità nel tiro di precisione. Veterano di Afghanistan ed Iraq, ha ucciso un numero di nemici che oscilla tra le 200 e le 400 unità, salvando al tempo stesso la vita di molti suoi compagni marine da imboscate degli insorti. La sua carriera ebbe termine nel 2011, quando un cecchino mercenario ceceno, Solotov, lo ferì gravemente all'anca ed uccise il suo osservatore e migliore amico, il caporale Donnie Finn. Congedato dai marine per le ferite, si ritirò nel suo paese natale, guadagnandosi da vivere come guardiacaccia e cercando di diventare un buon marito per la moglie Julie ed un buon padre per la figlia Mary. Cinque anni dopo il suo ex capitano Isaac Johnson (divenuto nel frattempo agente dell'US Secret Service) si presenta a casa sua e lo informa di un complotto per uccidere il Presidente degli Stati Uniti. Swagger non vorrebbe essere coinvolto (volendosi reintegrare nella vita civile e familiare), ma Johnson lo informa che l'attentatore / cecchino potrebbe essere proprio Solotov e che per il servizio reso al Paese verrebbe probabilmente decorato con la Medaglia d'Onore del Congresso (la più alta onorificenza militare americana, di cui era stato insignito anche suo padre Earl Swagger durante la Guerra del Vietnam). Swagger decide allora di aiutare i Servizi Segreti, mosso da sincero patriottismo, dal desiderio di rivalsa contro il vecchio nemico Solotov e dal segreto desiderio di essere considerato un eroe dalla famiglia e dal proprio Paese. In realtà Swagger viene incastrato dai cospiratori, che mirano ad eliminare un diplomatico straniero (il presidente dell'Ucraina) e ad incastrarlo per il crimine. Tra i cospiratori figurano lo stesso Johnson (che si illude che il male che fa proteggerà un fine superiore, quando i suoi mandanti sono dei criminali che mirano esclusivamente a profitto e potere), Lon Scott (il vero cecchino), il viscido e violento Jack Payne, un agente corrotto della CIA ed un funzionario dei servizi segreti russi. Swagger deve al tempo stesso scappare da chi gli dà la caccia (i cospiratori che vogliono ucciderlo e gli agenti dell'FBI che vogliono arrestarlo) e trovare le prove della sua innocenza, aiutato dalle sole persone disposte a credere che non sia l'attentatore: la moglie Julie, Sam (un avvocato, vecchio amico del padre) e l'agente FBI Nadine Memphis. 
La seconda stagione vede Swagger affrontare la vecchia nemesi, Solotov, che sta uccidendo uno alla volta i membri della vecchia squadra dei marine di Swagger e Johnson. Quest'ultimo, dopo l'assassino della moglie Lin, decide di stringere alleanza con Swagger per vendicarsi. Si scopre inoltre che Solotov era al servizio dell'organizzazione segreta dietro la morte del presidente ucraino (chiamata Atlas), ma che ora sta agendo da cane sciolto per eliminare ogni traccia del suo passato e rifarsi una vita; la stagione però non ha un vero finale, in quanto un incidente subito dall'attore Ryan Philippe costrinse a una sospensione delle riprese.  
La terza stagione inizia col finale della seconda: Swagger ottiene vendetta uccidendo Solotov, mentre Johnson e Memphis eliminano il capo di Atlas, un senatore, e ne rubano i fondi per distruggere l'organizzazione alla radice. Lo scontro finale con Atlas, ora guidata dal politico corrotto Red Bama Sr, si intreccia col passato di Swagger. Questi infatti scopre la verità sul conto del padre Earl, veterano del Vietnam e sceriffo di contea, da tutti creduto morto in servizio trent'anni prima; in realtà era stato ucciso da un cecchino su ordine di Atlas, in quanto ne era stato membro fondatore ma in seguito aveva cercato di ribellarsi ai folli progetti di dominio dei cospiratori. La guerra contro Atlas sarà vinta, ma ad un alto prezzo per Swagger.

## Produzione
Nell'agosto 2015 USA Network ordinò l'episodio pilota, e nel febbraio 2016 ordinò ufficialmente la serie.
Inizialmente Shooter avrebbe dovuto debuttare il 19 luglio 2016, ma la première venne posticipata di una settimana a causa della strage di Dallas del 7 luglio. In seguito, a causa della sparatoria di Baton Rouge del 17 luglio, la serie venne rimossa dal palinsesto di USA Network e posticipata a data indefinita. Nell'ottobre 2016 il canale annunciò che la serie avrebbe debuttato il 15 novembre 2016. Il 19 dicembre 2016, la serie è stata rinnovata per una seconda stagione.
Il 4 dicembre 2017, la serie è stata rinnovata per una terza stagione. 
Il 15 agosto 2018 USA Network ha annunciato la cancellazione della serie.